# アンドラホス

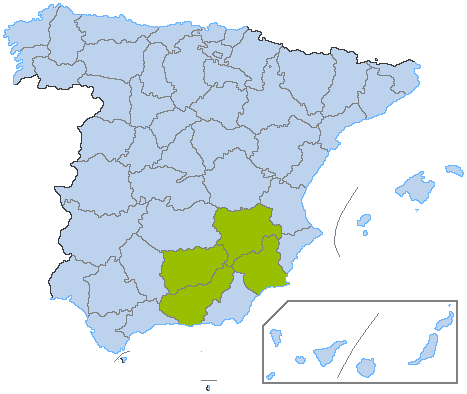
アンドラホスが食べられる地域（緑色で塗られている）

アンドラホス（西：Andrajos）は、スペインのハエン県、アルバセテ県、グラナダ県、ムルシア県の代表的な料理であり、シチューの一種。
トマトとタマネギ、ニンニク、赤唐辛子、ウサギを煮込み、薄力粉でとろみをつけたものである。農村地域の人々の間で食される料理で、冬に食べられるのが一般的である。肉の種類によって料理の変種があり、ウサギの代わりにノウサギやタラが用いられることもしばしばある。